# کندالیاددا
کندالیاددا (به لاتین: Kendaliyadda) یک منطقهٔ مسکونی در سری‌لانکا است که در استان مرکزی (سری‌لانکا) واقع شده‌است.